# Omar Lakhal
Omar Lakhal, né le 5 juin 1999, est un taekwondoïste marocain.

## Carrière
Vice-champion du monde junior des moins de 59 kg en 2016, Omar Lakhal est médaillé de bronze des moins de 58 kg aux Championnats d'Afrique 2018 à Agadir.
Il remporte la médaille d'or des moins de 58 kg aux Jeux africains de 2019 à Rabat.
Il est médaillé d'argent dans la catégorie des moins de 58 kg aux Championnats d'Afrique 2021 à Dakar, aux Jeux méditerranéens de 2022 à Oran ainsi qu'aux championnats d'Afrique 2022 à Kigali..